# Els quaranta dies del Musa Dagh
Els quaranta dies del Musa Dagh (Die vierzig Tage des Musa Dagh) és una novel·la de 1933 escrita per l'autor austríac Franz Werfel.
La novel·la narra la història del setge a la muntanya del Musa Dagh per les tropes otomanes l'any 1915 en el marc de les accions del genocidi armeni. El protagonista de la novel·la és Gabriel Bagradian, un armeni que retorna a la seva terra des de París on ha estat vivint molts anys. La novel·la es basa en fets reals que varen arribar a Werfel i entre les fonts hi ha el text del pastor alemany Johannes Lepsius. El personatge de Gabriel Bagradian està inspirat en Moses Der Kalousdian, líder de la revolta dels set pobles de la vall del Musa Dagh.
Al cap de cent anys de l'esdeveniment dels fets reals, el 2015, es va publicar per primer cop la versió catalana d'aquest llibre gràcies a Edicions de 1984 amb la traducció de Ramon Monton.